# Hannah More
Ne doit pas être confondu avec Hannah Moore.
Pour les articles homonymes, voir More.
Hannah More (1745-1833) est une femme de lettres britannique. Elle est connue à trois titres : comme poétesse de talent et  femme d’esprit dans le cercle d’amis où se retrouvaient Samuel Johnson, Joshua Reynolds et David Garrick, comme moraliste et comme dame patronnesse.

## Biographie

### Enfance
Née en 1745 à Fishponds, près de Bristol, c’est la quatrième des cinq filles de Jacob More, presbytérien converti à l’anglicanisme, conservateur convaincu et professeur à Stapleton dans le Gloucestershire. Jacob More avait ouvert une école dirigée par sa femme Mary et sa fille aînée Elisabeth au numéro 6 de la rue de la Trinité à Bristol. Hannah y entra à l’âge de 12 ans et, devenue adulte, y travailla comme professeur.

### Carrière littéraire londonienne
Elle fit ses premiers essais littéraires en rédigeant des pièces pastorales qui pouvaient être mises en scène et jouées par des jeunes filles. La première, qui date de 1762, s’intitulait La Recherche du bonheur. Vers le milieu des années 1780, elle en avait vendu plus de 10 000 exemplaires,. Elle admirait Métastase dont l’opéra Attilio Regolo lui servit de source pour une tragédie, L’Inflexible Captif.
En 1767, More renonça à sa part de capital dans l’entreprise familiale lorsqu’elle se fiança à William Turner, de Wraxall (Somerset). Le mariage n’eut jamais lieu et Hannah More finit par accepter à contre-cœur une pension annuelle de 200 livres sterling de Turner. Ceci lui procura l’indépendance nécessaire pour se consacrer à une carrière littéraire et elle s’installa à Londres au cours de l’hiver 1773-1774. Les vers qu’elle avait écrits sur la performance de David Garrick dans Le Roi Lear lui servirent d’introduction auprès du célèbre auteur et tragédien. Elle fit également la connaissance d’Elizabeth Montagu et de Joshua Reynolds. Assez rapidement More fréquenta Samuel Johnson, Edmund Burke et le reste de l’intelligentsia londonienne. C’est Garrick lui-même qui rédigea le prologue et l’épilogue de sa tragédie Percy qui connut un grand succès à  Covent Garden en 1777.
Après la mort de Garrick elle fit jouer The Fatal Falsehood  (L’Erreur fatale) mais sans grand succès. En 1781, elle rencontra Horace Walpole avec lequel elle entama une correspondance durable. À Bristol, elle fit la connaissance d’Ann Yearsley (en) (1753-1806), laitière et poétesse, et rassembla une grosse somme d’argent pour lui venir en aide. Mais une querelle se fit jour. Lactilia, ainsi que Yearsley fut surnommée, publia ainsi Poèmes pour diverses occasions en 1785, qui lui rapportèrent 600 livres sterling. Hannah More et Elizabeth Montagu gardèrent cette somme en fiducie afin que le mari de Yearsley ne puisse y avoir accès. Mais Anne Yearsley souhaita toucher le capital et accusa More de détournement, l’obligeant à lui remettre l’argent. Ces déconvenues littéraires et sociales poussèrent More à abandonner la vie qu’elle menait à Londres.

### Moralisme et évangélisme
En 1782, Hannah More publia  Tragédies sacrées. Le succès fut tel que l'œuvre fut rééditée dix-neuf fois. Ce succès et celui des poèmes Bas-bleu et Florio (1786) marquent la transition vers une vision plus grave de la vie qui s’exprime clairement dans ses œuvres en prose : Thoughts on the Importance of the Manners of the Great to General Society (Réflexions sur l'influence des manières des personnes de qualité sur le reste de la société) en 1788, et An Estimate of the Religion of the Fashionable World (Le point sur la religion des personnes en vue) en 1790. Participant au groupe de Clapham, elle était devenue l’amie de William Wilberforce et de Zachary Macaulay dont elle partageait le point de vue évangélique. En 1788, elle publia un poème sur l’esclavage, Slavery, devint l’amie de l’évêque Beilby Porteus et une des figures du mouvement abolitionniste.
En 1785 elle acheta une maison à Cowslip Green, près de Wrington dans le nord du Somerset où elle se retira avec sa sœur Martha et écrivit de nombreux livres et manuels de morale, en particulier Strictures on Female Education, paru en 1799. Elle écrivait rapidement, d’une plume alerte et sans apprêt. L’originalité et la force des écrits de More expliquent son incroyable popularité. Elle écrivit également de nombreux contes en vers et en prose, cherchant à combattre l’influence de Thomas Paine et celle des idées de la Révolution française. Village Politics, par Will Chip, paru en 1792, eut un énorme succès qui incita More et ses sœurs à entreprendre une série de brochures, les Cheap repository tracts, à la cadence de trois par mois pendant trois ans. Le plus célèbre est sans doute Le Berger de la plaine de Salisbury, qui met en scène une famille trouvant le bonheur en pratiquant une phénoménale frugalité. La brochure fut traduite en plusieurs langues. Plus de deux millions d’exemplaires de ces portraits vifs et concis circulèrent dans une seule année, enseignant aux pauvres, à l’aide d’une rhétorique accessible, comment vivre heureux en respectant des principes simples tels que la résignation, la sobriété, l’humilité, le travail, le respect de la constitution, la haine des Français, la foi en Dieu et la confiance en la bonté des propriétaires terriens.

### Activités philanthropiques
À la fin des années 1780, Hannah et Martha More se lancèrent dans les bonnes œuvres dans la région des Mendips, encouragées par William Wilberforce qui avait pu constater les conditions misérables des habitants lorsqu’il visita Cheddar en 1789,.
En 1800, elle avait contribué à la création d’une douzaine d’écoles où les enfants apprenaient à lire (la bible et le catéchisme) mais non à écrire. Les deux sœurs durent faire face à l’opposition des fermiers qui pensaient que l’éducation, aussi limitée fût-elle, porterait un coup fatal à l’agriculture, et des membres du clergé dont elles palliaient les carences mais qui les accusèrent de dérive méthodiste.
Dans ses dernières années elle reçut la visite de nombreux admirateurs venus voir cette vieille dame active et enjouée qui deux ans avant sa mort avait conservé toutes ses facultés. Elle mourut le 7 septembre 1833.